# Messouda Mint Baham
Messouda (Messaouda) Mint Baham (arabisch مسعودة منت بحام, DMG maseudat mint bihaam, geb. 1964, Mederdra) ist eine mauretanische Politikerin. Sie war bis 2009 Landwirtschaftsministerin.

## Karriere
Sie hat einen Abschluss in Naturwissenschaften der École normale supérieure de Nouakchott mit Spezialgebiet Obst- und Gemüsesektor sowie organische Düngemittel von der Gembloux Agro-Bio Tech in Belgien und sie absolvierte ein Aufbaustudium an der Universität Barcelona und der International Euro-American University.
Als Sekundarschullehrerin für Naturwissenschaften war sie Leiterin des Pflanzenschutzdienstes, Generaldirektorin des Nationalen Zentrums für landwirtschaftliche Forschung und Entwicklung und Generalsekretärin des Bildungsministeriums. Am 31. August 2008 wurde sie zur Ministerin für ländliche Entwicklung in der Militärregierung ernannt, die nach dem Staatsstreich gebildet wurde, mit Moulaye Ould Mohamed Laghdhaf als Premierminister. Das Amt hatte sie bis 2009 inne.
Im Jahr 2018 wurde sie für die Al-Islah-Partei erneut ins Parlament gewählt, und im Oktober 2019 wurde sie zur Ersten Sekretärin der Nationalversammlung gewählt.